# Okskarbazepina
Okskarbazepina, OXC – organiczny związek chemiczny stosowany jako lek przeciwdrgawkowy i normotymiczny, zaliczany jest do proleków. W 1969 roku został opatentowany przez J.R. Geigy Ltd. W 1999 roku dopuszczony do sprzedaży na terenie całej Unii Europejskiej, w USA od 2000 roku.
Stosowany doustnie u dorosłych i dzieci od 6 roku życia. Dostępny na receptę w formie tabletek lub zawiesiny.

## Mechanizm działania
Okskarbazepina jest metabolizowana do aktywnej farmakologicznie 10-monohydroksykarbazepiny (MHD). OXC i MHD wzajemnie potęgują swe farmakologiczne właściwości. Ich dokładny mechanizm działania nie jest do końca znany, jednak elektrofizjologiczne badania przeprowadzone in vitro wykazują ich wpływ na modyfikacje czynności kanałów sodowych poprzez blokadę ich elektrycznej wrażliwości, co stabilizuje nadmiernie pobudzone błony włókien nerwowych, hamuje powtarzalne wyładowania neuronalne oraz zmniejsza propagację impulsów synaptycznych, przywracając prawidłową czynność elektryczną mózgu. Zwiększone przewodnictwo potasu oraz modulacja pobudzenia kanałów wapniowych dodatkowo przyczyniają się do działania przeciwdrgawkowego. Modyfikacja czynności kanałów jonowych ma prawdopodobnie wpływ na zmniejszenie poziomu wydzielanych katecholamin w manii. Nie obserwowano istotnego wpływu OXC/MHD na poziom uwalnianych neuroprzekaźników.

## Farmakokinetyka
Okskarbazepina po podaniu doustnym jest całkowicie wchłaniana i metabolizowana do swej aktywnej formy, czyli 10-monohydroksykarbazepiny (MHD). Okres półtrwania okskarbazepiny wynosi około 2 godziny, natomiast okres półtrwania MHD to około 9 godzin. Wynika z tego iż za działanie terapeutyczne odpowiedzialna jest MHD.
Stężenie terapeutyczne MHD w organizmie jest osiągane po około 2–3 dniach, przy stosowaniu dawki okskarbazepiny 2 razy dziennie.
Po zastosowaniu okskarbazepiny w formie tabletek biodostępność leku jest taka sama jak w przypadku zastosowania go w formie zawiesiny.
Spożywane pokarmy nie mają wpływu na wchłanianie okskarbazepiny z przewodu pokarmowego.

## Metabolizm
Po podaniu okskarbazepina jest szybko metabolizowana w wątrobie do aktywnego MHD poprzez enzym cytochromu P450-CYP2C19. MHD metabolizowany jest następnie w połączeniu z kwasem glukuronowym.
Eliminacja odbywa się głównie przez nerki w około 95%, przede wszystkim w postaci metabolitów wolnych i skoniugowanych, 1% w postaci nie zmienionej. Z kałem wydalanych jest około 4%.

## Interakcje
Wysokie dawki okskarbazepiny zwiększają stężenie fenobarbitalu i fenytoiny we krwi. Jednoczesne stosowanie okskarbazepiny i doustnej antykoncepcji może spowodować spadek stężenia etynyloestradiolu i lewonorgestrelu, obniżając tym samym ich skuteczność.
Badania przeprowadzone na zwierzętach pokazują, iż okskarabamazepina może nasilać działanie przeciwbólowe morfiny, dłuższe stosowanie prowadzi do wzrostu jej tolerancji, metamizolu i paracetamolu

## Działania niepożądane
Najczęściej występujące działania niepożądane to senność i uczucie zmęczenia, podwójne widzenie, ataksja, bóle i zawroty głowy, nudności, wymioty. U 2,7% pacjentów obserwowano hiponatręmię, przebiegającą zwykle bezobjawowo. Inne możliwe działania niepożądane to bóle brzucha, zaparcia, suchość w jamie ustnej, reakcje fototoksyczne, zwiększenie impulsywności, stany splątania, wysypka. Niezmiernie rzadko donoszono o występowaniu ciężkich reakcji skórnych (w tym zespół Stevensa-Johnsona, zespół Lyella). Okskarbazepina, w przeciwieństwie do wielu innych leków przeciwpadaczkowych, nie wpływa na przyspieszenie metabolizmu kości.

## Ostrzeżenia specjalne
Przyjmowanie leków przeciwdrgawkowych, w tym również okskarbazepiny, może nieść ze sobą ryzyko pojawienia się myśli i zachowań samobójczych dlatego w razie pojawienia się symptomów, takich jak pogłębiająca się depresja lub nietypowe zmiany w zachowaniu, należy natychmiast poinformować lekarza prowadzącego.

## Wskazania
- leczenie napadów padaczkowych o różnej etiologii: napady częściowe, wtórne napady uogólnione, napady mioniczno-kloniczne, padaczka lekooporna[12], obserwowano dobre efekty w zapobieganiu napadom w tzw. padaczce poudarowej[13]
- choroba afektywna dwubiegunowa[14] – jako stabilizator nastroju w leczeniu typu I i II (również w połączeniu z solami litu)[15], obserwowano dobrą odpowiedź terapeutyczną w leczeniu epizodów rapid cycling[16]
- zaburzenie osobowości typu Borderline[17][18] w towarzyszących zaburzeniach nastroju, impulsywności, wybuchach gniewu.
- leczenie zaburzeń schizoafektywnych[19]
- neuralgia nerwu trójdzielnego[20]
- pomocniczo w zaburzeniach dysforycznych, stanach podniecenia i niepokoju

Przeprowadzone badania z randomizacją sugerują możliwość zastosowania okskarbazepiny w leczeniu innych zaburzeniach.

## Preparaty dostępne w Polsce
- Trileptal, Apydan, Karbagen, Oxepilax